# Raban
Raban fou una fortalesa d'Armènia Menor dominada per Filàret vers 1080 i que el 1082 va concedir (junt amb Kaysun) a Kog Vasil, el seu col·laborador; a la mort de Filàret, Vasil dominava Raban i Kaysun i va reconèixer la sobirania seljúcida. El 1092 Vasil governava també a Marash, Tell Bashir, Kalat al-Rum, Bira i altres fortaleses. El 1109 Vasil va atacar al Shah-i Arman Sukman, però rivalitats internes i l'oposició dels croats van debilitar la seva posició i fou traït pel seu germà Bagrat que es va passar als francs.
Vasil va morir el 1112 i el va succeir el seu nebot Tegha Vasil, però el 1114 fou amenaçat pels croats i va demanar ajut a l'amir turc Bursuk II; aquest va enviar al seu general Sunkur el Llarg a Kaysun i els francs en assabentar-se d'això van atacar a Sunkur i als armenis sense èxit; però Bursuk es va barallar amb Ayaz, emir ortúquida, i el pare d'aquest Ildegiz, va atacar a Bursuk i el va forçar a retirar-se a Mossul. Llavors els francs van atacar la capital de Tegha Vasil (Vasil Dgha) a Raban, sense poder-la ocupar, per la qual cosa es van aliar al príncep armeni Toros, que governava a Vakha, el qual va convidar a Vasil a la seva capital per signar una aliança matrimonial i allí el va empresonar i el va vendre a Balduí II d'Edessa que només el va alliberar a canvi de la cessió del seu regne (1115); llavors Vasil es va poder exiliar a Constantinoble i Kaysun i Raban foren annexionades al comtat d'Edessa. Aquesta conquesta va permetre a Balduí II conquerir altres territoris armenis de la vall d l'Eufrates: el 1117 Abu l-Gharib, senyor de Biredjik, vassall de Vasil, es va haver de sotmetre i la senyoria de Biredjik fou donada a Walerà de le Puisset, cosí de Balduí, que es va casar amb la filla d'Abu l-Gharib; el 1118 va atacar i sotmetre a Bagrat, germà de Kog Vasil, que exercia la senyoria a Khoros a l'oest de l'Eufrates; i el mateix any va atacar a Constantí de Gargar al que va fer presoner i va tancar a Samòsata on va morir al cap de poc en un terratrèmol. Amb això el principat armeni de Raban va arribar a la seva fi, quedant dins del comtat d'Edessa.